# 서울삼성학교
서울삼성학교는 서울특별시 동작구 상도동에 소재하는 사립 특수학교이다. 농(청각장애) 학생을 위한 교육환경을 만들기 위해 유치원, 초등학교, 중학교, 고등학교 과정이 통합된 형태의 학교이다.

## 연혁
1957.03.02 - 삼성농아원 설립

1969.09.08 - 아동 복지시설 인가

1976.12.30 - 교사 신축 준공 (1층 15교실.863.80m2)

1976.12.30 - 교사 증축 (2층 14교실.583.95m2)

1983.03.03 - 학교설립인가(초등부 12학급)

1983.04.18 - 삼성농학교 개교식, 이진주 초대교장 취임

1985.02.23 - 초등부 제1회 졸업식

1985.03.01 - 중학부 증설인가(학년당 1학급)

1986.04.15 - 유치부 인가 (3학급)

1987.06.01 - 삼성농학교 -> 서울삼성학교 (교명변경)

1988.02.03 - 고등부 인가

1988.02.15 - 중등부 제1회 졸업식

1991.02.12 - 고등부 제1회 졸업식

1994.06.07 - 급식시설 및 직보시설 준공

1998.03.01 - 김주호 2대교장 취임

2001.09.01 - 김선희 3대교장 취임

2003.06.14 - 학교 외관 리모델링

2005.06.13 - 교사 증축 (4층)

2015.03.01 - 김선정 4대교장 취임

2018.02.22 - 초등부 제34회, 중학부 제31회, 고등부 제28회 졸업

2018.09.01 - 신래범 5대교장 취임

1957년 3월 2일에 설립된 사회복지법인 삼성농아원이 '모든 사람은 평등하며, 장애인도 자신의 능력에 따라 교육을 받을 권리가 있다'는 이념을 실현하고자 1983년 3월 3일 서울삼성농학교 설립인가를 받았으며, 1983년 4월 18일에 서울삼성농학교로 개교하였다.
1987년 6월 1일 서울삼성농학교에서 서울삼성학교로 교명을 변경하였고 이는 지금까지 이어지고 있다.
교육목표는 본교의 청각장애 학생들이 장애를 극복하고, 사회진출을 통해 자립을 이룰 수 있도록 하는 것이다.
유치부에서는 언어치료, 조형활동, NIE(신문 활용 교육), 독서지도, 종이접기, 음악활동, 요리 등의 활동이 운영되고, 초등부 저학년에서는 어린이 주산, 한자, 색종이 접기, 가베, 요가 등이 이루어지며, 초등부 고학년에서는 암산·수리, 독서지도, 창작조형, 영어 등이 개별학습지도 형태로 이루어진다.
또한 유치부 및 초등부를 대상으로 맞벌이 학부모를 위한 종일반을 운영하고 있다.
한편, 일반학교 교사들을 대상으로 특수교육에 대한 이해를 증진시키기 위한 연수회를 실시하고 있으며, 학부모회를 조직하여 장애자녀에 대한 바람직한 양육관 정립 및 부모 역할 제고를 돕고 있다.
진로교육은 중학부 및 고등부 전 학년을 대상으로 실시된다. 직업지도교사, 취업지도교사가 학생들의 진로교육에 필요한 자료를 수집해 담임에게 제공하고, 이를 토대로 프로그램이 계획된다.
중학부는 종례시간과 도덕 교과 및 필요한 교과 시간을 이용해 사전에 계획한 진로교육 프로그램을 실시하며, 고등부는 교양교과인 진로와 직업, 생활과 경제 시간을 이용해 실시하고 있다.